# Égertirannusz
Az égertirannusz (Empidonax alnorum) a madarak (Aves) osztályának a verébalakúak (Passeriformes) rendjébe a királygébicsfélék (Tyrannidae) családjába tartozó faj.

## Rendszerezése
A fajt William Brewster amerikai ornitológus írta le 1895-ben, Empidonax traillii alnorum  néven.

## Előfordulása
Kanadában és az Amerikai Egyesült Államokban költ, telelni délebbre vonul, eljut Mexikó, Costa Rica,  Guatemala, Honduras, Nicaragua, Panama, Salvador, Brazília, Bolívia, Ecuador, Kolumbia, Paraguay, Peru és Venezuela területére is. A természetes élőhelye szubtrópusi és trópusi síkvidéki esőerdők és cserjések, valamint vizes élőhelyek.

## Megjelenése
Testhossza 13–17 centiméter, testtömege 12–14 gramm.
|  |

## Életmódja
Ízeltlábúakkal táplálkozik, de télen gyümölcsöket is fogyaszt.

## Szaporodása
Fészekalja 3-4 tojásból áll, melyen 12-14 napig kotlik. A fiókák még 13-14 nap múlva válnak röpképessé.

## Természetvédelmi helyzete
Az elterjedési területe rendkívül nagy, egyedszáma pedig stabil. A Természetvédelmi Világszövetség Vörös listáján nem fenyegetett fajként szerepel.